# Sundhouse
Sundhouse (in tedesco Sundhausen e in alsaziano Sundhüse) è un comune francese di 1 851 abitanti situato nel dipartimento del Basso Reno nella regione del Grand Est.

## Società

### Evoluzione demografica
Abitanti censiti